# Dalima gigantea
Dalima gigantea är en fjärilsart som beskrevs av Swinhoe 1897. Dalima gigantea ingår i släktet Dalima och familjen mätare. Inga underarter finns listade i Catalogue of Life.